# Lesnói
Lesnói (del ruso: Лесной) es una ciudad cerrada del óblast de Sverdlovsk, en Rusia. Está situada a orillas del río Turá, a 254 km al norte de Ekaterimburgo. Su población era de 52 499 habitantes en 2009.
Las ciudades más cercanas son Verjniaya Turá (29 km), Nizhniaya Turá y Kachkanar (18 km).

## Historia

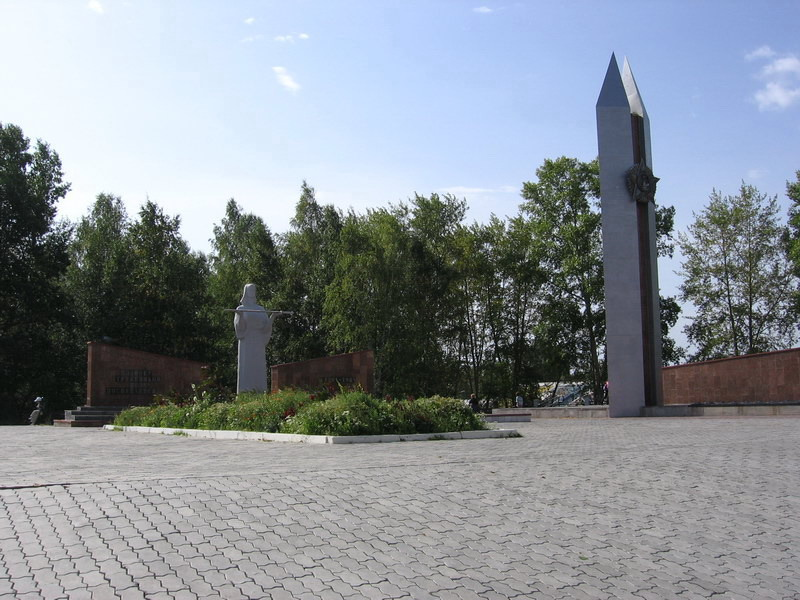
Memorial a la Gran Guerra Patria en Lesnói

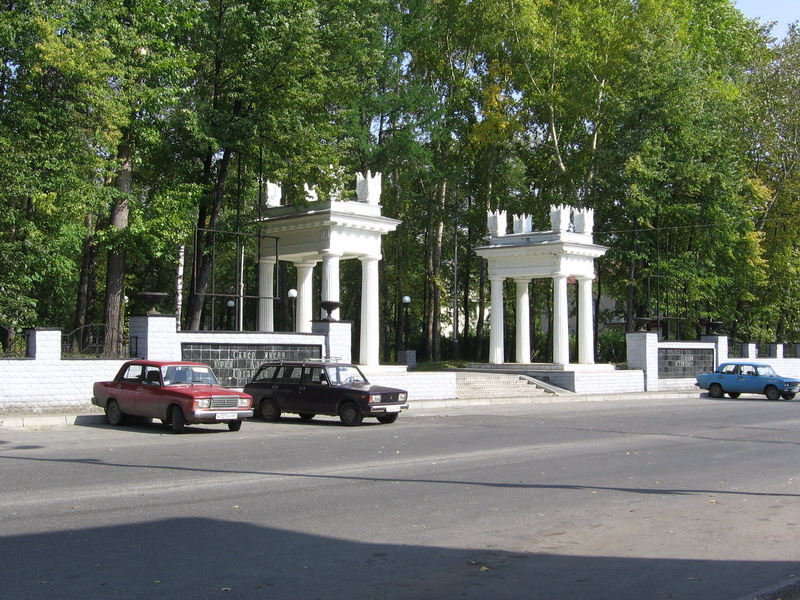
Jardines Gagarin

La ciudad fue fundada en 1947 bajo el nombre de Planta 418 para producir uranio altamente enriquecido necesario para las armas nucleares. En 1954, la localidad se convirtió en una ciudad cerrada de la Unión Soviética conocida como Sverdlovsk-45, especializada en la producción de armas nucleares.
Esta localidad conservó su carácter secreto (no aparecía en ningún mapa), hasta un decreto de 1992 de Borís Yeltsin, por el que recuperaba su nombre histórico.
De acuerdo a la costumbre de las ciudades con instalaciones secretas en época soviética, Sverdlovsk-45 era un número de código postal situado cerca de la ciudad de Sverdlovsk.

## Demografía
| 1996   | 2002   | 2007   |
| ------ | ------ | ------ |
| 54 500 | 53 195 | 53 000 |